# Потоп (роман)
«Потоп» (пол. Potop) — історичний роман-епопея польського письменника Генрика Сенкевича, заснований на історичних подіях, пов'язаних з так званим Шведським потопом.
Уперше публікувався з грудня 1884 по вересень 1886 роках в газетах «Слово», «Czas» і «Познанський щоденник». У 1886 році був виданий окремою книгою.
Тритомний роман є другою частиною історичної трилогії Сенкевича, куди окрім «Потопу» входять романи «Вогнем і мечем» і «Пан Володийовський». Час дії роману триває з 1654 по 1657 рік, дія розгортається на тлі польсько-шведської війни 1655—1657 років.
У 1913 році був створений німий чорно-білий фільм «Оборона Ченстохови» (режисер — Едвард Пухальський), в якому події роману викладені лише частково, оскільки російська влада заборонила режисерові залучати солдатів до участі в зйомках. Існувала і російська екранізація, що не дійшла до нас: фільм «Потоп» режисера Петра Чардиніна (прем'єра 14 квітня 1915 року), консультантом якого виступив Пухальський.
У 1974 році польський режисер Єжи Гофман зняв за книгою однойменний фільм. Роль Кмітіца зіграв актор Даніель Ольбрихський.
Роман розгортає широку панораму життя Речі Посполитої середини XVII століття. Детально описаний хід війни, на першому етапі якої, в результаті численних зрад польських магнатів, шведи практично без зусиль захопили Польщу. Особливу увагу в книзі присвячено героїчній обороні Ясногорського монастиря (1655), де зберігається особливо шанована в Польщі Ченстоховська ікона Божої Матері, і тій ролі, яку ця оборона зіграла в підйомі національного духу. Опір, що почався, привів, зрештою, до відродження країни і повного вигнання загарбників.
Червоною ниткою на тлі драматичних історичних подій проходить доля молодого полковника Анджея Кмітіца, який на початку шведського «потопу» прилучився до прошведських сил, проте потім перейшов на сторону патріотів і численними військовими подвигами спокутував провину.
У книзі діють як вигадані персонажі — головний герой книги Анджей Кмітіц, його кохана Оленька Білевич і наскрізні персонажі усієї трилогії — Міхал Володийовський, Ян Скшетуський і Онуфрій Заглоба; так і реальні історичні особи:
- Ян Казимир, польський король.
- Карл Х Густав, шведський король.
- Августин Кордецький, настоятель Ясногорського монастиря.
- Януш Радзивілл, литовський магнат і великий гетьман литовський.
- Богуслав Радзивілл, двоюрідний брат Януша.
- Ян Замойський, польський вельможа.
- Єжи Любомирський, коронний маршал, польський магнат.
- Стефан Чарнецький, польський полководець.
- Павло Ян Сапега, литовський магнат, згодом великий гетьман литовський.
- Кшиштоф Опалинський, познанський воєвода.
- Ієронім Радзієвський, польський перебіжчик до шведів, один з організаторів шведського вторгнення.

## Переклади українською
1) Переклад Євгена Литвиненко:
- Генрик Сенкевич. «Потоп»: У 3 томах. Переклад з польської: Євген Литвиненко. Тернопіль: НК-Богдан, 2017—2019.
  - Генрик Сенкевич. «Потоп»: У 3 томах: Том I. Переклад з польської: Євген Литвиненко. Тернопіль: НК-Богдан, 2017. 532 стор. («Світовий історичний роман»). ISBN 978-966-10-4876-7
  - Генрик Сенкевич. «Потоп»: У 3 томах: Том II. Переклад з польської: Євген Литвиненко. Тернопіль: НК-Богдан, 2018. 624 стор. («Світовий історичний роман»). ISBN 978-966-10-4877-4
  - Генрик Сенкевич. «Потоп»: У 3 томах: Том III. Переклад з польської: Євген Литвиненко. Тернопіль: НК-Богдан, 2019. 480 стор. («Світовий історичний роман»). ISBN 978-966-10-4878-1

2) Переклад Євгена Тарнавського:
- Генрик Сенкевич. «Потоп»: У 3 томах. Переклад з польської: Євген Тарнавський. Харків: Фоліо, 2018.
  - Генрик Сенкевич. «Потоп»: У 3 томах: Том I. Переклад з польської: Євген Тарнавський. Тернопіль: Фоліо, 2018. 432 стор. («Зібрання творів Генрика Сенкевича»). ISBN 978-966-03-8104-9
  - Генрик Сенкевич. «Потоп»: У 3 томах: Том II. Переклад з польської: Євген Тарнавський. Тернопіль: Фоліо, 2018. 528 стор. («Зібрання творів Генрика Сенкевича»). ISBN 978-966-03-8105-6
  - Генрик Сенкевич. «Потоп»: У 3 томах: Том III. Переклад з польської: Євген Тарнавський. Тернопіль: Фоліо, 2018. 384 стор. («Зібрання творів Генрика Сенкевича»). ISBN 978-966-03-8106-3